# Кондрашова, Яна Васильевна
Яна Васильевна Кондрашова (род. 25 августа 1992) — российская тяжелоатлетка, выступающая в весовой категории до 64 килограммов (ранее — до 69 кг). Серебряный призёр чемпионата Европы. Мастер спорта России международного класса. 

## Биография
Родилась 25 августа 1992 года.

## Карьера
Яна Кондрашова принимала участие на чемпионате Европы 2015 года в Тбилиси в весовой категории до 69 килограммов. Российская тяжелоатлетка подняла в сумме 235 килограммов, что позволило ей стать серебряным призёром. Она уступила победительнице Дине Сазановец из Белоруссии 20 килограммов — по 10 в каждом упражнении. Результат Яны в рывке составил 105 кг, в толчке — 130 кг, что позволило ей также завоевать две малые серебряные медали. 
В 2015 году Яна участвовала на турнире Гран-при «Кубок Президента» в Грозном в весовой категории до 75 кг. Она стала восьмой, подняв 220 кг (100 + 120).
Приняла участие на летней Универсиаде 2017 года в Тайбэе, где стала девятой. Яна выступала в категории до 69 килограммов, в рывке подняла 90 килограммов, в толчке — 113 кг.
В 2021 году вошла в состав сборной России на чемпионат Европы в Москве вместе с Анастасией Анзоровой; Яна выступала в новой весовой категории до 64 килограммов. Она стала восьмой, подняв 96 килограммов в рывке и 113 в толчке.
В августе 2025 года на чемпионате России в Санкт-Петербурге в весовой категории до 64 кг завоевала бронзовую медаль с результатом 185 кг по сумме двоеборья. В упражнении рывок также стала третьей.